# Schweizer Fussballmeisterschaft 2003/04
Die Super League 2003/04 war die 107. Spielzeit der höchsten Schweizer Spielklasse im Fussball der Männer. Es nahmen zehn Mannschaften teil. Schweizer Meister wurde der FC Basel.
Die Challenge League 2003/04 war die 106. Spielzeit der zweithöchsten Schweizer Spielklasse im Fussball der Männer. An der Challenge League nahmen achtzehn Mannschaften teil. Meister in der Challenge League wurde der FC Schaffhausen.

## Super League

### Saisonüberblick
Der FC Basel wurde zum 10. Mal Schweizer Meister.

### Abschlusstabelle
| Pl. | Verein                      | Sp. | S  | U  | N  | Tore    | Diff. | Punkte |
| --- | --------------------------- | --- | -- | -- | -- | ------- | ----- | ------ |
| 1.  | FC Basel (C)                | 36  | 26 | 7  | 3  | 086:320 | +54   | 85     |
| 2.  | BSC Young Boys              | 36  | 22 | 6  | 8  | 075:480 | +27   | 72     |
| 3.  | FC Zürich                   | 36  | 14 | 8  | 14 | 058:520 | +6    | 50     |
| 4.  | FC St. Gallen               | 36  | 14 | 8  | 14 | 054:570 | −3    | 50     |
| 5.  | Servette FC Genève 1        | 36  | 15 | 7  | 14 | 061:620 | −1    | 49     |
| 6.  | FC Thun                     | 36  | 13 | 10 | 13 | 051:570 | −6    | 49     |
| 7.  | Grasshopper Club Zürich (M) | 36  | 12 | 5  | 19 | 062:740 | −12   | 41     |
| 8.  | FC Aarau                    | 36  | 9  | 11 | 16 | 057:690 | −12   | 38     |
| 9.  | Neuchâtel Xamax             | 36  | 10 | 6  | 20 | 046:630 | −17   | 36     |
| 10. | FC Wil 1                    | 36  | 7  | 8  | 21 | 037:730 | −36   | 28     |

| (M) | amtierender Schweizer Meister |
| (C) | Schweizer Cupsieger 2002/03   |

### Europaqualifikationen
- UEFA-Champions-League-Qualifikation: FC Basel, BSC Young Boys Bern
- UEFA-Cup-Qualifikation: Servette FC Genève, FC Wil (Cupsieger)
- UI-Cup: FC Thun

### Barragespiele
| Datum            |                 | Gesamt |          | Hinspiel | Rückspiel |
| ---------------- | --------------- | ------ | -------- | -------- | --------- |
| 29./31. Mai 2004 | Neuchâtel Xamax | 3:2    | FC Vaduz | 2:0      | 1:2       |

### Relegation
Der FC Wil wurde in die Challenge League relegiert. Der FC Schaffhausen ersetzte ihn.

### Torschützenliste
Bei gleicher Anzahl von Treffern sind die Spieler alphabetisch geordnet.
| Pl.      | Name                    | Team                    | Tore |
| -------- | ----------------------- | ----------------------- | ---- |
| 01.      | Stéphane Chapuisat      | BSC Young Boys          | 23   |
| 02.      | Mohamed Kader           | Servette FC Genève      | 19   |
| 03.      | Leandro Fonseca         | BSC Young Boys          | 17   |
| 03.      | Richard Núñez           | Grasshopper Club Zürich | 17   |
| 05.      | Ionel Gane              | Grasshopper Club Zürich | 16   |
| 05.      | Christian Giménez       | FC Basel                | 16   |
| 05.      | Alexander Tachie-Mensah | FC St. Gallen           | 16   |
| 08.      | Artur Petrosjan         | FC Zürich               | 13   |
| 08.      | Marco Streller          | FC Basel                | 13   |
| 010.     | Rainer Bieli            | FC Aarau                | 12   |
| 010.     | Mobulu M’Futi           | Neuchâtel Xamax         | 12   |
| Endstand |                         |                         |      |

### Zuschauerzahlen
- Zuschauerdurchschnitt SL – 9'025
- FC Basel – 27'886
- Servette FC – 9'202
- FC St. Gallen – 8'794
- GC Zürich – 8'087
- FC Zürich – 7'889
- BSC Young Boys – 7'869
- Neuchâtel Xamax FC – 6'617
- FC Aarau – 5'594
- FC Thun – 4'524
- FC Wil – 3'445

## Schweizer Mannschaften im Europacup 2003/2004

### Champions League

#### 3. Qualifikationsrunde
|                         | Gesamt |           | Hinspiel | Rückspiel |
| ----------------------- | ------ | --------- | -------- | --------- |
| Grasshopper Club Zürich | 2:3    | AEK Athen | 1:0      | 1:3       |

### UEFA-Cup

#### Qualifikationsrunde
|                       | Gesamt |                 | Hinspiel | Rückspiel |
| --------------------- | ------ | --------------- | -------- | --------- |
| Myllykosken Pallo -47 | 5:4    | BSC Young Boys  | 3:2      | 2:2       |
| FC Valletta           | 0:4    | Neuchâtel Xamax | 0:2      | 0:2       |

#### 1. Hauptrunde
|                         | Gesamt    |                 | Hinspiel | Rückspiel |
| ----------------------- | --------- | --------------- | -------- | --------- |
| Malatyaspor             | 2:3       | FC Basel        | 0:2      | 2:1 n.SG  |
| Grasshopper Club Zürich | (a)1:1(a) | Hajduk Split    | 1:1      | 0:0       |
| AJ Auxerre              | 2:0       | Neuchâtel Xamax | 1:0      | 1:0       |

#### 2. Hauptrunde
|          | Gesamt |                  | Hinspiel | Rückspiel |
| -------- | ------ | ---------------- | -------- | --------- |
| FC Basel | 2:4    | Newcastle United | 2:3      | 0:1       |

## Challenge League
Saisonüberblick

Der FC Schaffhausen stieg als Meister der Challenge League direkt in die Super League auf. Der FC Vaduz, der Tabellenzweite, bestritt die Barrage gegen Neuchâtel Xamax. Die Liechtensteiner unterlagen in den Duellen mit dem Neuchâtel Xamax und verblieben in der Challenge League.
Der SR Delémont stieg als Tabellenletzter in die 1. Liga ab. Die Liga spielte ab der Saison 2004/05 mit 18 Teams.
Die Liga startete mit 16 Teams in die Meisterschaft. Der FC Sion wurde vor der Saison in die 1. Liga zwangsrelegiert, aber FC-Sion-Präsident Christian Constantin erzwang vor Gericht eine Teilnahme. Er gewann den Prozess gegen die Swiss Football League, und die zweithöchste Schweizer Liga musste um einen Verein auf 17 aufgestockt werden. Der FC Sion startete mit rund drei Monaten Verspätung in die Meisterschaft 2003/04.
Ein spezieller Modus wurde getestet: die Teams spielten jeweils im Europacupformat Hin- und Rückspiel gegen denselben Gegner hintereinander, und der Gesamtsieger dieser einzelnen Duelle bekam zusätzlich zwei Bonuspunkte pro Duell.